# گروپو فولها
گروپو فولها (انگلیسی: Grupo Folha) شرکت رسانه‌ای برزیلی است، که در سال ۱۹۲۱ تأسیس شد.